# Kiriłł Zajc
Kiriłł Iwanowicz Zajc, ros. Кирилл Иванович Зайц (ur. 15 lipca 1869 w Jauna maja w guberni finlandzkiej, zm. 15 lub 18 sierpnia 1948 w jednym z obozów pracy w Karagandzie) – rosyjski emigracyjny duchowny, publicysta i działacz prawosławny.

## Życiorys
Był z pochodzenia polskim Łotyszem. W 1891 r. ukończył seminarium duchowne w Rydze. W listopadzie 1896 r. został wyświęcony w stan kapłański. Pełnił posługę duchową w różnych miejscowościach Łatgalii. W 1899 r. objął probostwo cerkwi Erżepolskiej. Utworzył cerkiewną szkołę podstawową. W 1900 r. ukończył wyższe kursy misjonerskie w Petersburgu. Był członkiem Witebskiego Komitetu Eparchialnego Prawosławnego Towarzystwa Misjonerskiego. W 1902 r. założył Erżepolskoje Swiato-Pokrowskoje Bractwo Prawosławne. Dla okolicznych cerkwi pisał ikony. Na początku sierpnia 1911 r. został wyznaczony misjonarzem dla ludności katolickiej i protestanckiej w Dźwińsku. W latach 1917–1918 brał udział w pracach Wszechrosyjskiego Soboru Lokalnego. Objął funkcję protojereja. W 1918 r. wyjechał do Polski, gdzie został proboszczem soboru katedralnego w Grodnie. W 1922 r. zmuszono go do wyjazdu na Łotwę. Służył w soborze Christorożdzienstwienskim w Rydze. Został redaktorem pism religijnych "Wiera i żyzń" i "Ticība un Dzīve". Od 1923 r. był członkiem Synodu Łotewskiej Cerkwi Prawosławnej i jednocześnie szefem oddziału misjonerskiego. Od 1926 r. wykładał sektologię w ryskim seminarium duchownym. W 1929 r. objął probostwo soboru katedralnego w Rydze. Działał w Rosyjskim Studenckim Ruchu Chrześcijańskim. W 1933 r. został oskarżony o malwersacje finansowe, za co skazano go na karę 8 miesięcy więzienia. Po apelacjach karę umorzono. Po ogłoszeniu przez Łotewską Cerkiew Prawosławną autonomii w 1936 r., całkowicie zakazano mu odprawiania posługi kapłańskiej jako zwolennikowi Patriarchatu Moskiewskiego. Do końca 1940 r. mieszkał w chutorze Jaunzeme w okręgu ryskim, po czym ponownie został wybrany proboszczem soboru katedralnego w Rydze. Znowu został członkiem  Synodu Łotewskiej Cerkwi Prawosławnej i szefem oddziału misjonerskiego. Po zajęciu Łotwy przez wojska niemieckie metropolita Siergiej (Woskriesienski) w sierpniu 1941 r. wyznaczył go szefem Wewnętrznej Misji Prawosławnej na Łotwie, która zaczęła działać pod koniec listopada tego roku. Na początku grudnia przeniósł się do Pskowa. W 1943 r. został protoproswiterem. Od końca listopada tego roku wykładał sekciarstwo na prawosławnych kursach teologicznych w Wilnie. 18 lutego 1944 r. ewakuował się z Pskowa do Rygi. Następnie zamieszkał w Szawlach, gdzie służył w cerkwi Św. Piotra i Pawła. 18 sierpnia tego roku został aresztowany przez NKWD. W połowie stycznia 1945 r. skazano go po procesie na karę 20 lat łagrów. Osadzony został w obozie w Karagandzie, gdzie zmarł 15 lub 18 października 1948 r.